# Yves Hézard
Yves Hézard (Donzy, 20 oktober 1948) is een voormalig Frans wielrenner. 

## Biografie
Hij was profwielrenner van 1971 tot 1981. Zijn meest succesvolle jaar was 1972. In dit jaar behaalde hij een vierde plaats in de Super Prestige Pernod, mede door goede prestaties in een aantal klassiekers, echter zonder er een te winnen. In hetzelfde jaar behaalde hij zijn enige etappeoverwinning in de Ronde van Frankrijk. Hézard was een redelijk goed tijdrijder getuige zijn 1e plaats bij het Nationaal Kampioenschap achtervolging op de baan in 1977. 

## Latere carrière
Na beëindiging van zijn wielerloopbaan in 1982 bleef Yves Hézard actief in de wielersport. Aanvankelijk als trainer van de Franse nationale ploeg (1982 - 1987), later als ploegleider van respectievelijk de formaties La Vie Claire en Toshiba (1988 - 1992). In 1992 werd hij hoofd Sport-marketing bij het bedrijf MAVIC, een leverancier van onder andere wielen voor racefietsen en huisleverancier van veel bekende merkenploegen. In deze hoedanigheid is hij nauw verbonden aan de Tour de France. Tijdens de Tour van 2006 werd hij door tourdirecteur Jean-Marie Leblanc voor zijn vele verdiensten onderscheiden met de Zilveren Schaal van de Tour de France.

## Overwinningen
1972
1e etappe Vierdaagse van Duinkerke
Eindklassement Vierdaagse van Duinkerke
7e etappe Ronde van Frankrijk
1973
4e etappe Tour de l'Aude
Eindklassement Ronde van Indre en Loire
3e etappe (deel B) Ronde van Indre en Loire
1974
4e etappe Ronde van de Aude
1977
4e etappe Ronde van Corsica
 Kampioen achtervolging op de baan
1978
GP Fourmies
1979
2e etappe Ronde van de Limousin
1980
1e etappe (deel A) Parijs-Bourges
Eindklassement Parijs-Bourges

## Resultaten in voornaamste wedstrijden
| Jaar | Ronde van Italië | Ronde van Frankrijk | Ronde van Spanje |
| ---- | ---------------- | ------------------- | ---------------- |
| 1971 |                  |                     |                  |
| 1972 |                  | 7e (1)              |                  |
| 1973 |                  | opgave              |                  |
| 1975 |                  | 21e                 |                  |
| 1976 |                  | 45e                 |                  |
| 1978 |                  | 17e                 |                  |
| 1979 | 44e              | 17e                 |                  |
| 1980 |                  |                     |                  |
| 1981 |                  | 71e                 |                  |

| Jaar | Milaan-San Remo | Gent-Wevelgem | Ronde van Vlaanderen | Parijs-Roubaix | Luik-Bast.‑Luik | Bretagne Classic | Parijs-Tours |  | WK op de weg |  | Wereldranglijsten |
| ---- | --------------- | ------------- | -------------------- | -------------- | --------------- | ---------------- | ------------ |  | ------------ |  | ----------------- |
| 1971 | 10e             | 46e           | 15e                  | 44e            |                 |                  | 40e          |  |              |  |                   |
| 1972 | 26e             | 10e           | 14e                  | 39e            | 23e             |                  | 53e          |  | 32e          |  | 4e (SPP)          |
| 1973 |                 | 49e           | 24e                  |                |                 |                  |              |  |              |  |                   |
| 1975 |                 |               |                      |                |                 |                  | 28e          |  |              |  | 41e (SPP)         |
| 1976 |                 |               |                      |                |                 | 8e               |              |  | 23e          |  |                   |
| 1978 | 4e              |               | 17e                  | 30e            | 8e              |                  |              |  |              |  | 31e (SPP)         |
| 1979 |                 |               |                      |                |                 |                  | 58e          |  | 37e          |  |                   |
| 1980 | 113e            |               |                      |                |                 |                  |              |  |              |  |                   |
| 1981 |                 |               |                      |                |                 |                  |              |  |              |  |                   |

Wielerploegen van Yves Hézard
Aimar ·
Bellone · 
Bernard ·
Catieau · 
Demeyer ·
Guyot · 
Hézard ·
Hoban ·
Jansen ·
Lapébie ·
Mintkiewicz · 
Molineris ·
Rébillard ·
Ricci ·
Riotte ·
Sanquer ·
Teirlinck ·
Van de Gehuchte ·
Van Impe ·
Van Ryckeghem
Blain · 
Botherel ·
Buslot ·
Catieau · 
Delchambre ·
Fin ·
Guillaume · 
Guyot · 
Hézard ·
Mintkiewicz · 
Molineris ·
Pustjens · 
Rabaute ·
Rébillard ·
Ricci ·
Riotte ·
Roques ·
Sanquer ·
Teirlinck ·
Van Impe ·
Van Ryckeghem
Besnard · 
Botherel ·
De Cauwer · 
Dillen ·
Guillemot · 
Guyot · 
Hézard ·
Hubschmid ·
Magni ·
Mintkiewicz · 
Riotte ·
Roques ·
Savary · 
Tabak ·
Teirlinck ·
Tollet ·
Van Impe ·
Van Neste ·
Wilhelm ·
Zweifel
Bal ·
Genet ·
Grelin ·
Hézard ·
Hoban ·
Knetemann ·
Mourioux ·
Perin · 
Poulidor ·
Raymond ·
Richard ·
Roques ·
Santy ·
Talbourdet ·
Vianen ·
Zoetemelk
Alban ·
Aling ·
Aubey ·
Bal ·
Bertin ·
Genet ·
Hézard ·
Hoban ·
van Katwijk (tot 30/03) ·
Knetemann ·
Misac ·
Mourioux ·
Perin · 
Poulidor ·
Raymond ·
Richard ·
Roques ·
Seznec ·
Talbourdet ·
Vallet ·
Vianen ·
Vrancken ·
Zoetemelk
Alban ·
Aubey ·
Bertin ·
Cluzaud ·
Delépine ·
Genet ·
Hézard ·
Hoban ·
Le Guilloux ·
Moneyron ·
Mourioux ·
Perin · 
Poulidor ·
Seznec ·
Talbourdet ·
Vallet ·
Vianen ·
Zoetemelk
Béon ·
Bourreau ·
Braun ·
Campaner ·
J-L. Danguillaume ·
J-P. Danguillaume ·
Dard ·
Delépine ·
Duclos-Lassalle ·
Esclassan ·
Groen ·
Hézard ·
Küster ·
Laurent ·
Linard ·
Ovion ·
Sibille · 
Simonnot ·
Talbourdet ·
Thévenet ·
Toso ·
Tschan ·
Vandenbroucke
Béon ·
Bourreau ·
Braun ·
Campaner ·
J-L. Danguillaume ·
J-P. Danguillaume ·
Delépine ·
Duclos-Lassalle ·
Esclassan ·
Hézard ·
Laurent ·
Linard ·
Ovion ·
Rosiers ·
Sibille · 
Thévenet ·
Vandenbroucke
Bossis ·
Bourreau ·
Braun ·
Brun ·
De Cauwer ·
Delépine ·
Duclos-Lassalle ·
Esclassan ·
Hézard ·
Jones ·
Kuiper ·
Laurent ·
Legeay ·
Linard ·
Ovion ·
Perret · 
Sibille ·
Simon · 
Thévenet ·
Tinazzi ·
Van Heerden · 
Vandenbroucke
Anderson ·
Bossis ·
Bourreau ·
Brun ·
De Cauwer ·
Delépine ·
Duclos-Lassalle ·
Hézard ·
Jones ·
Kuiper ·
Laurent ·
Legeay ·
Linard ·
Martinez ·
Millar ·
Perret · 
Sibille ·
Simon · 
Tinazzi ·
Van Heerden